# 캡틴 언더팬츠: 똥빤스 교수의 음모
《캡틴 언더팬츠: 똥빤스 교수의 음모》(영어: Captain Underpants and the Perilous Plot of Professor Poopypants)는 대브 필키의 2000년작 소설이다.

## 줄거리
이제껏 한 번도 본 적 없는 우리의 '슈퍼 히어로'가 다시 찾아왔다! 전 권 <캡틴 언더팬츠 ③외계 악당들과 맞서다>에서 전 지구적 사건으로 확장되었던 이야기는 이제 천재 미치광이 과학자 '똥빤스 교수'의 등장으로 전혀 새로운 국면을 맞이한다.
조지와 해럴드는 호윗츠 초등학교 최고의 장난꾸러기들이다. 두 아이가 저지른 장난을 견디다 못해 과학 선생님이 학교를 그만두자, 크러프 교장 선생님은 재빨리 새로운 교사로 '삐삐. P. 똥빤스 교수'를 채용한다. 조지와 해럴드는 이 웃긴 이름을 듣고 놀리고 싶어 어쩔 줄 모른다. 결국, 화가 난 똥빤스 교수는 다른 사람들도 자신과 똑같이 웃긴 이름으로 바꾸려는 복수를 계획하는데……. 천재 미치광이 과학자가 꾸민 이 음모는 과연 어떤 엄청난 결과를 불러올 것인가!